# 宮園雅敬
宮園 雅敬（みやぞの まさたか、1953年〈昭和28年〉4月19日 - ）は、日本の実業家。

## 来歴
佐賀県鹿島市出身。ラ・サール中学校・高等学校を経て、1976年（昭和51年）3月、東京大学法学部を卒業。「金融を知れば世の中の仕組みが分かるのではないか」という考えと「農林水産業を支援したい」という願望から、同年4月、農林中央金庫に入庫。
入庫後、資金証券部資金課⻑、総務部総務課長、熊本支店長、総合企画部副部長、総務部副部長、秘書役、人事部長、総合企画部長などを歴任。宮園は自身の農林中央金庫職員時代について「47都道府県の生産現場を回り、生産者と膝をつき合わせた経験が金融マンとしての基礎をつくった。」とインタビューで語っている。
2004年（平成16年）6月、農林中央金庫常務理事に就任。
2007年（平成19年）6月、農林中央金庫専務理事に就任。
2011年（平成23年）6月、農林中央金庫代表理事副理事⻑兼経営管理委員に就任。2018年（平成30年）6月まで務めた。
2019年（平成31年）4月2日、企業年金連合会理事長に就任。
2020年（令和2年）3月、企業年金連合会理事長を退任。同年4月1日、年金積立金管理運用独立行政法人理事長に就任。

## 人物
郷里愛が強いと語っており、毎年のように地元に帰省している他、上京してからも長らく佐賀弁を話している。